# Will Rogers (Politiker)

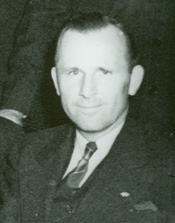
Will Rogers

Will Rogers (* 12. Dezember 1898 bei Bessie, Washita County, Oklahoma; † 3. August 1983 in Falls Church, Virginia) war ein US-amerikanischer Politiker. Zwischen 1933 und 1943 vertrat er den neunten Wahlbezirk des Bundesstaates Oklahoma im US-Repräsentantenhaus.

## Werdegang
Will Rogers wurde auf einer Farm in der Nähe von Bessie im damaligen Oklahoma-Territorium geboren. Er besuchte die öffentlichen Schulen seiner Heimat und das Southwestern Teachers College in Weatherford. Anschließend studierte er bis 1926 am Central Teachers College in Edmond und bis 1930 an der University of Oklahoma. Rogers begann schon früh eine Laufbahn im Schuldienst. Bereits in den Jahren 1917 bis 1919 war er Lehrer in Bessie gewesen. Zwischen 1919 und 1923 unterrichtete er in Bartlesville. Von 1923 bis 1932 war er Schulrat in verschiedenen Schulbezirken von Oklahoma.
Politisch wurde er Mitglied der Demokratischen Partei. Als deren Kandidat wurde er 1932 im neu geschaffenen neunten Wahlbezirk in das US-Repräsentantenhaus in Washington, D.C. gewählt. Dort konnte er nach vier Wiederwahlen zwischen dem 4. März 1933 und dem 3. Januar 1943 insgesamt fünf Legislaturperioden absolvieren. Im Kongress war er zeitweise Vorsitzender des Indianerausschusses. 1942 wurde der neunte Wahlbezirk wieder aufgelöst. Rogers war somit der einzige Abgeordnete, der diesen Distrikt im Kongress vertreten konnte. Er bemühte sich dann erfolglos, in anderen Wahlbezirken nominiert zu werden.
1943 kandidierte Will Rogers erfolglos für das Amt Secretary of State von Oklahoma. Zwischen 1943 und 1945 arbeitete er für das Innenministerium und von 1946 bis 1968 in verschiedenen Positionen für das Landwirtschaftsministerium in Washington. Im Jahr 1968 ging er in den Ruhestand. Danach war er aber noch in der Immobilienbranche tätig. Will Rogers lebte damals in McLean (Virginia). Er starb im August 1983 in Falls Church.